# Cochrane-Orcutt-Schätzung
Die Cochrane-Orcutt-Schätzung (CO) ist eine iterative Schätzmethode, die vor allem in der Ökonometrie verwendet wird und mit der man in einem multiplen linearen Regressionsmodell Fehlerterme der Autokorrelation erster Ordnung und strikt exogene Variablen schätzen kann. Sie wurde nach den Statistikern Donald Cochrane und Guy Orcutt benannt.

## Grundlagen
Im Folgenden wird vom allgemeinen linearen Regressionsmodell ausgegangen:
{\displaystyle y_{t}=x_{t1}\beta _{1}+x_{t2}\beta _{2}+\dotsb +x_{tK}\beta _{K}+\varepsilon _{t}=\mathbf {x} _{t}^{T}\mathbf {\beta } +\varepsilon _{t},\quad t=1,2,\dots ,T}
mit
{\displaystyle \mathbf {x} _{t}={\begin{pmatrix}\ x_{t1}\\\ x_{t2}\\\vdots \\\ x_{tk}\\\vdots \\\ x_{tK}\end{pmatrix}}_{(K\times 1)}} und {\displaystyle \;\;\;\mathbf {\beta } ={\begin{pmatrix}\beta _{1}\\\beta _{2}\\\vdots \\\beta _{k}\\\vdots \\\beta _{K}\end{pmatrix}}_{(K\times 1)}}
mit {\displaystyle \forall t\colon \operatorname {E} (\varepsilon _{t})=0}, {\displaystyle \forall t\neq s\colon \operatorname {Cov} (\varepsilon _{t},\varepsilon _{s})=\operatorname {E} (\varepsilon _{t}\varepsilon _{s})\neq 0} d. h. die Fehlerterme sind über die Zeit seriell korreliert.
Repräsentationen:
{\displaystyle y_{t}} sind beobachtete Zufallsvariablen.
{\displaystyle x_{tk}} sind beobachtbare, nicht zufällige, bekannte Variablen.
{\displaystyle \beta _{1},\beta _{2},\beta _{3},\dotsc ,\beta _{k}} sind unbekannte skalare Parameter.
{\displaystyle \varepsilon _{t}} sind unbeobachtbare Zufallsvariablen.
{\displaystyle \mathbf {x} _{t}^{T}} ist der transponierte Vektor der Regressoren
Wenn durch die Durbin-Watson-Teststatistik ermittelt wird, dass die Fehlerterme über die Zeit autokorreliert sind, dann ist die „normale“ statistische Inferenz unbrauchbar, weil der Standardfehler einen Bias aufweist.
Um dieses Problem zu vermeiden, müssen die Residuen transformiert werden. Dabei wird angenommen, dass der Fehlerterm einem autoregressiven Prozess erster Ordnung folgt, d. h. es gilt:
{\displaystyle \varepsilon _{t}=\rho \varepsilon _{t-1}+\nu _{t},\ |\rho |<1},
wobei der Fehlerterm {\displaystyle \nu _{t}} homoskedastisches weißes Rauschen darstellt, d. h. es wird angenommen, dass {\displaystyle \nu _{t}} die folgenden Eigenschaften aufweist:
- Der Erwartungswert ist null: {\displaystyle \forall t\colon \operatorname {E} (\nu _{t})=0}
- Die Fehlerterme sind unkorreliert: {\displaystyle \forall t\neq s\colon \operatorname {Cov} (\nu _{t},\nu _{s})=\operatorname {E} (\nu _{t}\nu _{s})=0}
- und besitzen eine konstante Varianz (Homoskedastizität): {\displaystyle \forall t\colon \operatorname {Var} (\nu _{t})=\operatorname {E} [(\nu _{t}-\operatorname {E} (\nu _{t}))^{2}]=\operatorname {E} (\nu _{t}^{2})=\sigma _{\nu }^{2}=\mathrm {const.} },

d. h. es gilt {\displaystyle {\boldsymbol {\nu }}=(\nu _{1},\ldots ,\nu _{T})^{T}\sim (0,\sigma _{\nu }^{2}\mathbf {I} _{T})}.
Diese Annahmen bilden das allgemeine lineare statistische Modell mit autoregressiver Störung erster Ordnung. Zusammen mit {\displaystyle {\boldsymbol {\beta }}} ist es nun das Ziel, den unbekannten Parameter {\displaystyle \rho } zu schätzen. Um {\displaystyle {\boldsymbol {\beta }}} zu schätzen, ist man wieder an den statistischen Eigenschaften und dem Mittelwert und der Varianz von {\displaystyle \varepsilon _{t}} interessiert. Um diese Terme herzuleiten, nimmt man an, dass der Prozess in der Vergangenheit ausgelöst wurde und schon lange läuft. Weiterhin nimmt man an, dass die Bedingung {\displaystyle -1<\rho <1} erfüllt ist. Wenn diese Bedingung erfüllt ist, ist der autoregressive Prozess erster Ordnung stationär. Stationär bedeutet, dass der Mittelwert, die Varianz und die Kovarianz von {\displaystyle \varepsilon _{t}} sich über die Zeit nicht verändern, also konstant sind.
{\displaystyle \varepsilon _{t}} kann als eine gewichtete Summe des weißen Rauschens {\displaystyle (\nu _{t})} ausgedrückt werden: {\displaystyle \varepsilon _{t}=\rho \varepsilon _{t-1}+\nu _{t}=\nu _{t}+\rho \nu _{t-1}+\rho ^{2}\nu _{t-2}+\ldots =\sum _{i=0}^{\infty }\rho ^{i}\nu _{t-i}}, für deren Erwartungswert gilt:
{\displaystyle \operatorname {E} (\varepsilon _{t})=\operatorname {E} \left(\sum _{i=0}^{\infty }\rho ^{i}\nu _{t-i}\right)=\sum _{i=0}^{\infty }\rho ^{i}\operatorname {E} [\nu _{t-i}]=0}
Für die Varianz gilt: {\displaystyle \operatorname {Var} (\varepsilon _{t})=\operatorname {E} [(\rho \varepsilon _{t-1}+\nu _{t})^{2}]={\frac {\sigma _{\nu }^{2}}{1-\rho ^{2}}}=\sigma _{\varepsilon }^{2}={\text{const.}}}
und die Kovarianz: {\displaystyle \operatorname {Cov} (\varepsilon _{t},\varepsilon _{t-s})=\operatorname {E} (\varepsilon _{t}\varepsilon _{t-s})=\rho ^{|s|}{\frac {\sigma _{\nu }^{2}}{1-\rho ^{2}}}=\rho ^{|s|}\operatorname {Var} (\varepsilon _{t})}
Die Cochrane-Orcutt-Prozedur kann verwendet werden, um das Modell durch eine Quasidifferenz zu transformieren:
{\displaystyle y_{t}-\rho y_{t-1}=\beta _{1}(1-\rho )+\beta _{2}(x_{t}-\rho x_{t-1})+\nu _{t}}.
In dieser Spezifikation sind die Fehlerterme weißes Rauschen, daher ist die statistische Inferenz gültig.
Danach kann die Summe der quadrierten Residuen mit der Methode der kleinsten Quadrate in Hinblick auf {\displaystyle (\beta _{1},\beta _{2})} minimiert werden, unter der Bedingung von {\displaystyle \rho }.

## Schätzung des autoregressiven Parameters
Wenn der Parameter {\displaystyle \rho } nicht bekannt ist, wird er geschätzt, indem zuerst das nichttransformierte Modell der Regression unterzogen wird, so werden die Residuen {\displaystyle {\hat {\varepsilon }}_{t}} gewonnen. Durch die Regression von {\displaystyle {\hat {\varepsilon }}_{t}} auf {\displaystyle {\hat {\varepsilon }}_{t-1}} erhält man eine Schätzung für {\displaystyle \rho }, wodurch die oben genannte transformierte Regression durchführbar wird. Es ist zu beachten, dass der erste Datenwert durch diese Regression verloren wird.
Dieses Schätzverfahren wird einmal durchgeführt. Der so erhaltene Wert von {\displaystyle \rho } kann in der transformierten {\displaystyle y}-Regression verwendet werden. Es können aber auch die Residuen der Autoregression der Residuen selbst in aufeinanderfolgenden Schritten der Autoregression unterzogen werden, bis keine wesentliche Änderung des Schätzwertes von {\displaystyle \rho } zu beobachten ist.
Es sei darauf hingewiesen, dass die iterative Cochrane-Orcutt-Schätzung ein lokales Minimum anstatt des globalen Minimums der Residuenquadratsumme finden kann.